# Олимпийская деревня (Рио-де-Жанейро)
Олимпи́йская дере́вня в Бразилии — жилой массив в Рио-де-Жанейро (Бразилия), предназначенный для проживания сборных команд спортсменов, допущенных к участию в XXXI летних Олимпийских играх 2016 года. Олимпийская деревня расположена в районе Барра ди Тижука Рио-де-Жанейро в западной части города, недалеко от Олимпийского парка.

## История
Строительство комплекса началось в июле 2012 года. Олимпийская деревня была построена в рамках государственно-частного партнёрства консорциумом, сдающим комплекс в аренду организаторам Игр на время проведения Олимпиады. В обмен на затраты по возведению комплекса мэрия города освободила компанию от действующих местных правил строительства, разрешив возвести более высокие, чем принято, здания.
На строительстве Олимпийской деревни работало около 18 тысяч человек. В общей сложности рабочими было использовано 430 тысяч кубических метров бетона и 43 тонн стали, что эквивалентно строительству 215 олимпийских стандартных бассейнов. Инфраструктура также включает в себя 360 км трубопроводов (водопровод, газопровод и канализация); 7,5 км электропроводки и кабелей, а также 3,8 км велосипедных дорожек. Общая площадь зданий — 475 000 квадратных метров.
Олимпийская деревня была удостоена сертификата LEED ND (связан с развитием местности).
Официальное открытие комплекса состоялось 16 июня 2016 года. Комплекс зданий рассчитан на проживание и размещение более 28 тысяч спортсменов, волонтёров и официальных лиц в 3 604 квартирах. По периметру комплекса построена двойная ограда.
На территории деревни располагается «место скорби», на котором во время соревнований прошла церемония в память о людях, погибших во время Олимпийских игр.

## Состав
В состав жилого комплекса входит 31 многоэтажное здание, около 3600 помещений с бассейнами, теннисными кортами и другой инфраструктурой. На крышах зданий оборудовано 10 тысяч кв. м. зелёных крыш, ограничивающих разогрев, а также 75 солнечных батарей для нагрева воды. Кроме того, в рамках проекта повторно используется около 85 % отходов, среди прочего сточные воды санитарных узлов: вода из раковин, душевых кабин и унитазов, которая вторично используется для орошения земель. Таким образом обеспечивается экономия около 40 % потребляемых ресурсов.
Для оборудования жилых зданий закуплено 80 тыс. кресел, 70 тыс. столов, 29 тыс. кроватей, 6 тыс. телевизоров, 10 тыс. смартфонов.
Олимпийская деревня в Рио-де-Жанейро является самой большой за всю историю Олимпийских игр. После окончания Олимпиады-2016 комплекс станет жилым районом Ilha Pura («Чистый остров») города.